# Oliver Henkel

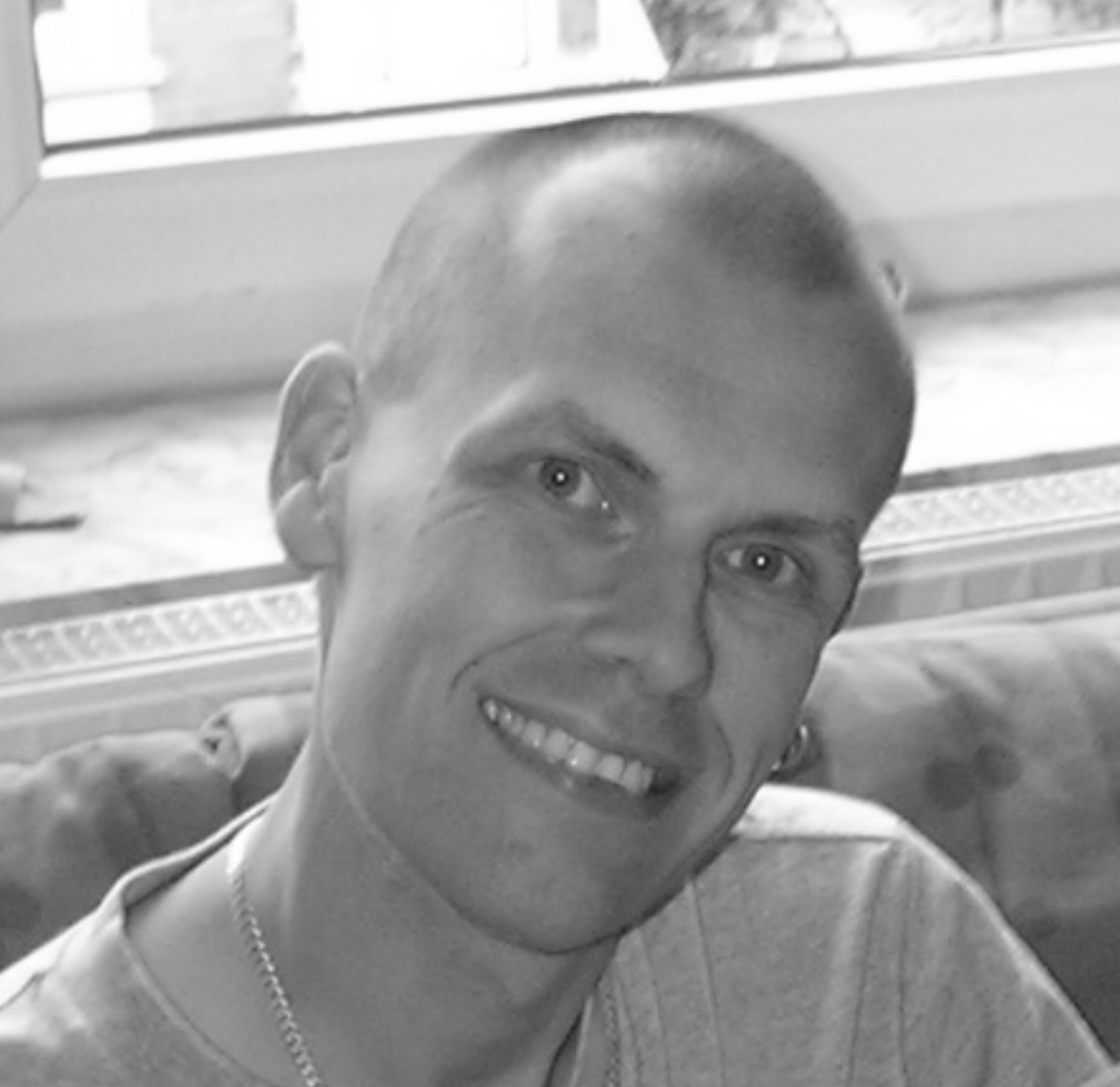
Oliver Henkel

Oliver Henkel (* 9. November 1973 in Lübeck) ist ein deutscher Science-Fiction-Schriftsteller. Er hat vorwiegend Alternativwelt-Geschichten verfasst. 

## Schaffen (Auswahl)
Sein erster Roman Die Zeitmaschine Karls des Großen erschien im Jahr 2001. Es geht darin um eine Welt, in der das Weströmische Reich nicht untergegangen ist, sondern auch im Jahr 796 noch existiert. Ein Jahr später folgte der Roman Kaisertag, der im Deutschland des Jahres 1988 spielt. Der Erste Weltkrieg hat in dem Roman allerdings nie stattgefunden und die politischen Verhältnisse befinden sich nahezu auf dem Stand von 1914. Für diese beiden Werke wurde er 2002 und 2003 mit dem Deutschen Science-Fiction-Preis ausgezeichnet. 
2004 folgte Wechselwelten, ein Erzählband mit sieben Geschichten, in denen verschiedene Alternativen zur realen Geschichte erzählt werden. So wird Jesus von Pontius Pilatus begnadigt, Alexander der Große stirbt nicht 323 v. Chr. in Babylon und Abraham Lincoln reist in ein South Carolina, das im Amerikanischen Unabhängigkeitskrieg zur preußischen Provinz Karolina wurde. Die 2005 veröffentlichte Erzählung Adolf Hitler auf Wahlkampf in Amerika greift die Idee der preußischen Provinz Karolina wieder auf; Hitler geht dort auf Wahlkampfreise. Dieselbe Provinz spielt im Roman Die Fahrt des Leviathan von 2012 erneut eine Rolle – diesmal zur Zeit des Amerikanischen Bürgerkriegs.

## Werke
- Die Zeitmaschine Karls des Großen. Accra, Norderstedt 2001, ISBN 3-8311-1661-X.
- Kaisertag. Accra, Norderstedt 2002, ISBN 3-8311-4481-8.
- Wechselwelten. Books on Demand GmbH, Norderstedt 2004, ISBN 3-8334-1535-5. (Neuausgabe im Atlantis Verlag Stolberg, 2014. ISBN 978-3-86402-106-0)
- Adolf Hitler auf Wahlkampf in Amerika. In: Helmuth W. Mommers (Hrsg.): Die Legende von Eden und andere Visionen. Shayol, Berlin 2005, ISBN 3-926126-52-3.
- Im Jahre Ragnarök, Atlantis, Stolberg 2009, ISBN 978-3-941258-05-1.
- Die Fahrt des Leviathan, Atlantis, Stolberg 2012, ISBN 978-3-941258-26-6.